# Elaphoglossum maculatum
Elaphoglossum maculatum är en träjonväxtart som beskrevs av John T. Mickel. Elaphoglossum maculatum ingår i släktet Elaphoglossum och familjen Dryopteridaceae. Inga underarter finns listade.